# Дубрава (Уфимський район)
Дубра́ва (рос. Дубрава, башк. Дубрава) — присілок у складі Уфимського району Башкортостану, Росія. Входить до складу Таптиковської сільської ради.
Присілок був утворений 2005 року.